# Episodi di The New Scooby and Scrappy-Doo Show
Lista degli episodi della prima stagione di The New Scooby and Scrappy-Doo Show.
| N° | N° | Titolo episodio                             | Titolo originale                | Prima TV Originale |
| -- | -- | ------------------------------------------- | ------------------------------- | ------------------ |
| 1  | 1  | Scooby il Barbaro                           | Scooby the Barbarian            | 10 settembre 1983  |
| 1  | 2  | No Sharking Zone                            | No Sharking Zone                | 10 settembre 1983  |
| 2  | 3  | La casa dei fantasmi                        | Scoobygeist                     | 10 settembre 1983  |
| 2  | 4  | Il mostro del terremoto                     | The Quagmire Quake Caper        | 10 settembre 1983  |
| 3  | 5  | Il mistero della maledizione                | Hound of the Scoobyvilles       | 17 settembre 1983  |
| 3  | 6  | Il dinosauro d'argento                      | The Dinosaur Deception          | 17 settembre 1983  |
| 4  | 7  | Apparizioni                                 | The Creature Came from Chem Lab | 17 settembre 1983  |
| 4  | 8  | Felini in pericolo                          | No Thanks Masked Manx           | 17 settembre 1983  |
| 5  | 9  | L'uomo scimmia e il gorilla gigante         | Scooby of the Jungle            | 24 settembre 1983  |
| 5  | 10 | Gli zombie della miniera                    | Scooby-Doo and Cyclops, Too     | 24 settembre 1983  |
| 6  | 11 | Viaggio in Australia                        | Scooby Roo                      | 1 ottobre 1983     |
| 6  | 12 | Medaglie d'oro per Scooby                   | Scooby's Gold Medal Gambit      | 1 ottobre 1983     |
| 7  | 13 | Giochi di maghi                             | Wizards and Warlocks            | 8 ottobre 1983     |
| 7  | 14 | Il fantasma della TV                        | Scoobsie                        | 8 ottobre 1983     |
| 8  | 15 | Il segno di Scooby                          | The Mark of Scooby              | 15 ottobre 1983    |
| 8  | 16 | Un carnevale pazzesco                       | The Crazy Carnival Caper        | 15 ottobre 1983    |
| 9  | 17 | Scooby e il minotauro                       | Scooby and the Minotaur         | 29 ottobre 1983    |
| 9  | 18 | Scooby battitore                            | Scooby Pinch Hits               | 29 ottobre 1983    |
| 10 | 19 | Cane cascatore                              | The Fall Dog                    | 5 novembre 1983    |
| 10 | 20 | Il fantasma del coupé                       | The Scooby Coupe                | 5 novembre 1983    |
| 11 | 21 | Attenti al mostro                           | Who's Minding the Monster?      | 16 novembre 1983   |
| 11 | 22 | Il fantasma dello chef                      | Scooby ala Mode                 | 16 novembre 1983   |
| 12 | 23 | Mistero sull'Orient Express (prima parte)   | Where's Scooby-Doo? (part one)  | 3 dicembre 1983    |
| 12 | 24 | Mistero sull'Orient Express (seconda parte) | Where's Scooby-Doo? (part two)  | 3 dicembre 1983    |
| 13 | 25 | Matrimonio con fantasma (prima parte)       | Wedding Bell Boos! (part one)   | 10 dicembre 1983   |
| 13 | 26 | Matrimonio con fantasma (seconda parte)     | Wedding Bell Boos! (part two)   | 10 dicembre 1983   |

## Scooby il Barbaro
Tramite la loro agenzia investigativa, la gang composta da Daphne, Shaggy, Scooby e Scrappy, si reca in Norvegia per investigare sulla scomparsa dell’archeologo professor Busby. Al loro arrivo scoprono dall’assistente di Busby che un vichingo chiamato Olaf il Terribile sta seminando il panico. Infatti, dopo un incontro con Shaggy e Scooby, un vichingo fantasma rapisce Scrappy e Daphne e li rinchiude in una cella. Scooby e Shaggy vanno in loro aiuto ed incappano in un’intera società di vichinghi. Tramite dei travestimenti, riescono ad eludere la sorveglianza ed entrano nella loro fortezza. Nel frattempo, Daphne e Scrappy riescono ad evadere incontrando il professor Busby e si dividono per trovare l’uscita. Nella loro ricerca si imbattono in attrezzi tecnologici ed una mappa dell’oceano Atlantico e ipotizzano che i vichinghi non sono reali. Ad un certo punto la gang si riunisce e si ritrova di fronte ad un vascello vichingo su un fiume indirizzato verso l’Atlantico. Dopo un inseguimento sul vascello, i vichinghi vengono catturati e dietro la maschera di Olaf si nasconde il professor Busby. Il suo piano era di conquistare l’oceano Atlantico come antichi Vichinghi. Inoltre, l’assistente si rivela come agente speciale che si trovava sul luogo per sventare il piano.
Note: 
1. Questo è il primo episodio ad includere un membro della gang, ovvero Daphne, oltre a Scooby, Shaggy e Scrappy dalla serie Scooby-Doo & Scrappy-Doo del 1979.

## No Sharking Zone
La gang è nell’isola fittizia di Scaruba per aiutare Daphne a girare un servizio per il suo programma televisivo sul concorso di surf che si tiene sull’isola. Dopo aver incontrato il principe dell’isola e il leggendario surfista Cowabunga Carlyle, Daphne e Scrappy vedono che Scooby e Shaggy, i quali nel frattempo erano in barca a fare delle riprese, sono attaccati da un enorme squalo che li insegue fino in spiaggia. Il principe rivela ai ragazzi che si narra di un tesoro nascosto nei fondali marini protetto da un mostro di alghe e da uno squalo gigante e mai trovato. La gang decide quindi di investigare e si immerge nei fondali marini. Shaggy e Scooby si imbattono nello squalo e nel mostro di alghe mentre Daphne e Scrappy trovano il tesoro che include delle rare perle nere che Daphne riconosce di aver già visto sulla tavola da surf di Cowabunga. Dopo essere inseguiti dal mostro di alghe, la gang scopre che lo squalo è in realtà un sottomarino. Tramite il sottomarino riescono a sfuggire e a smascherate il mostro che si rivela essere proprio Cowabunga, il quale aveva trovato il tesoro e per portarlo fuori dalla grotta ha cercato di spaventate tutti con il costume da mostro di alghe.
Note:
1. Nell’adattamento italiano, lo squalo viene chiamato per due volte Moby Dick e per via dei suoi colori bianco e nero, Shaggy fa riferimento persino ai colori del Juventus Football Club, popolare in Italia.
2. Il nome dell’isola di Scaruba è un gioco di parole tra “scare” (“paura”) e l’isola di Aruba.
3. In questo episodio viene rivelato per la prima volta il cognome di Daphne.
4. Daphne rivela di avere un programma televisivo proprio come nel film ‘’Scooby-Doo e l'isola degli zombie’’ del 1998, nonostante non siano connessi.

## La casa dei fantasmi
La gang si reca in una casa abbandonata così che Daphne possa scrivere un articolo per sfatare le dicerie attorno ai presunti fantasmi che girovagano che per i corridoi. Per rendere l’esperienza più entusiasmante, Daphne chiude le porte della casa con un lucchetto a tempo che si aprirà il mattino seguente. Mentre girano per la casa, Scooby si spaventa per dei teli che si muovono da soli e sbatte contro un comò facendo cadere un diario. Daphne inizia a leggerlo e ogni storia parla dei fantasmi della casa. Ogni volta che Daphne legge una pagina, i poltergeist si manifestano di fronte a Shaggy e Scooby che tentano inutilmente di avvisare Daphne, che non gli crede mai. Dopo mille peripezie, un quadro si anima e riempie la stanza di acqua e spinge la gang fuori dalla casa giusto in tempo per l’apertura del lucchetto a tempo. Mentre Shaggy e Scooby spingono Daphne e Scrappy verso la Mystery Machine, ancora scettici, la casa sprofonda sotto terra.
Note:
1. Come accaduto per alcuni episodi delle scorse serie, questo episodio è stato ritrasmesso dagli anni 2000 in Italia con un nuovo doppiaggio, presumibilmente per una mancata disponibilità dell’audio originale.
2. Il titolo originale “Scoobygeist” è un gioco di parole tra Scooby e poltergeist.

## Il mostro del terremoto
La gang si reca ad una riserva di sorgenti di fango dove si vocifera che un mostro stia causando dei terremoti. Una volta arrivati sul luogo, i ragazzi si imbattono nel mostro e scappano in una comunità di nativi Americani, il cui capo tribù non vuole assolutamente abbandonare il paese a dispetto delle preoccupazioni di Quanto, la guida del museo e degli avvertimenti del sismologo Grumper. Quest'ultimo pare voler scacciare però anche la gang, che si rifiuta ed inizia ad investigare. Dopo aver trovato un antico talismano indiano, la gang chiede informazioni alla centrale di polizia e trova degli strani martelli pneumatici vicino ad un furgone. Subito dopo, lo sceriffo rivela che il talismano proviene dalle grotte della riserva di sorgenti di fango. I ragazzi si dirigono subito lì, e dopo un inseguimento con il mostro trovano una macchina per creare terremoti usando i martelli pneumatici trovati precedentemente e un'anfora piena di ricchezze. La gang riesce a scappare e si ritrova di fronte allo sceriffo. Nel frattempo, Grumper esce dalla grotta, avendo catturato il mostro che si rivela essere Quanto, il quale voleva terrorizzare la tribù per rubare il loro oro.
Note:
1. Come accaduto per alcuni episodi delle scorse serie, questo episodio è stato ritrasmesso dagli anni 2000 in Italia con un nuovo doppiaggio, presumibilmente per una mancata disponibilità dell’audio originale.

## Il mistero della maledizione
La gang si dirige a Barkerville, in Scozia per indagare sullo smarrimento delle pecore di una famiglia che produce maglioni di lana. I ragazzi arrivano al castello, dove il maggiordomo Bentley avverte i ragazzi di una maledizione e li sprona ad andar via. Loro lo ignorano per poi incontrare Lord Barkerville, padrone del castello, che gli racconta la leggenda di un cane-lupo che divorava ogni notte le pecore della sua terra, prima di essere cacciato via dai suoi antenati. Inoltre, secondo la leggenda, se il cane-lupo dovesse ritornare, i Barkerville andrebbero in rovina. Di seguito, un ululato rimbomba nella stanza, confermando le preoccupazioni che il cane-lupo possa essere ritornato. Durante la notte, Scooby non riesce a dormire e qualcuno dalla porta lo ipnotizza e lo spinge a camminare fuori dal castello. Successivamente, Bentley annuncia ad alta voce che le pecore sono scomparse e di aver avvistato il cane-lupo che, a detta sua, somiglia molto a Scooby. Lord Barkerville accusa Scooby del furto, e nonostante la gang tenti di negare, scopre che Scooby è in effetti scomparso dal suo letto. Dopo un po', Scooby ritorna con un bastone e ricoperto di lana, alimentando i sospetti, e viene inseguito dai pastori infuriati. La gang fugge nel castello e trova il testamento dell'antenato di Barkerville. Nel frattempo, Daphne ha un piano per catturare il vero cane-lupo, ma mentre preparano la trappola, Scooby viene ipnotizzato di nuovo e il cane-lupo si materializza vicino a Shaggy. Dopo un inseguimento tra i pastori, Scooby e il vero cane-lupo, quest'ultimo cade in trappola e si rivela essere Bentley. Nel testamento, in fatti, si evince che se i Barkerville fossero andati in rovina, l'eredità sarebbe andata al maggiordomo del castello. Per questo, Bentley ha tentato di rubare le pecore ipnotizzando Scooby per far cadere i sospetti su di lui.
Note:
1. Come accaduto per alcuni episodi delle scorse serie, questo episodio è stato ritrasmesso dagli anni 2000 in Italia con un nuovo doppiaggio, presumibilmente per una mancata disponibilità dell’audio originale.
2. Il nome Barkerville e la trama dell'episodio sono un riferimento a Il mastino dei Baskerville.

## Il dinosauro d'argento
La gang si trova a Puerto Vallarta per godersi un po' di tempo al mare ma nel vicino paese di San Pablo, pare che il paleontologo Dr. Larue sia stato rapito da un dinosauro. Nonostante ciò, Daphne è scettica e propone di divertirsi facendo fare paracadutismo sul mare a Scooby. Sfortunatamente Shaggy rimane impigliato all'imbragatura di Scooby e i due finiscono per volare via e sfracellarsi proprio nella cittadina di San Pablo. Qui, il dinosauro sta seminando il panico tra gli abitanti che scappano insieme a Shaggy e Scooby. Nel frattempo, Daphne e Scrappy cercano Scooby e si ritrovano di fronte ad un'impronta gigante ricoperta d'olio e delle sagome sospette che si rivelano essere Scooby e Shaggy. La gang viene inseguita dal dinosauro che però si ritira e lascia una scia d'olio. Dopo averla seguita, la gang entra senza accorgersene nell'armatura metallica del dinosauro che li porta ad una miniera di pepite d'argento. Il criminale, che intanto ha pedinato la gang, cerca di liberarsi di loro facendoli cadere in una trappola. Da qui scoprono che il dinosauro è una macchina per trasformare le pepite in lingotti e il criminale cerca di scappare con l'argento ma Scrappy e Scooby lo catturano con l'armatura. Il criminale si rivela essere un ladro che si è spacciato per Dr. Larue per rendere credibile la storia del dinosauro.
Note:
1. Come accaduto per alcuni episodi delle scorse serie, questo episodio è stato ritrasmesso dagli anni 2000 in Italia con un nuovo doppiaggio, presumibilmente per una mancata disponibilità dell’audio originale.

## Apparizioni
La gang va al liceo Hillside frequentato dalla cugina di Daphne, Jennifer, perché una creatura scappata dal laboratorio di chimica sta seminando il panico e ha già messo in tilt la scuola. Toby Wallace, compagno di scuola di Jennifer avverte i ragazzi che il ballo è stato cancellato, così i ragazzi si danno da fare per risolvere il mistero. Nel laboratorio di chimica incontrano il professor Marsden che dice di non saper nulla della creatura e che approva della cancellazione del ballo perché vorrebbe che gli studenti si focalizzassero di più sui loro compiti. Dopo che il professore se ne va, Daphne scopre un pezzo della pelle della creatura per terra e lo va ad analizzare con Scrappy mentre Scooby e Shaggy ispezionano la palestra. Qui, i due si imbattono nel mostro e lo fanno accidentalmente cadere dalla finestra facendogli perdere un disco per computer. Daphne accorre e rivela che il pezzo di pelle non è altro che gommapiuma e dopo aver visto il disco si dirige alla sala computer per controllare il disco. Nel frattempo, Shaggy e Scooby si fermano nella classe di economia domestica per cercare del cibo e si ritrovano di nuovo faccia a faccia con la creatura la quale gira i tacchi non appena sente da Shaggy che Daphne si trova nella sala computer con il disco. Shaggy e Scooby vanno in loro soccorso. Intanto, Daphne scopre che nel disco vi è un videogioco ma viene cacciata dal professor Marsden non appena la scopre. I ragazzi si riuniscono e catturano il mostro che si rivela essere Toby Wallace, il quale aveva piratato i videogiochi della sala computer per poi rivenderli illegalmente.

## Felini in pericolo
La gang si dirige al maniero dei Blake, genitori di Daphne, quando Shaggy scopre dal giornale che il Manx Mascherato, uno scassinatore mascherato che lascia un asso di picche dopo ogni crimine, si sta facendo sempre più pericoloso. All'arrivo al maniero, i ragazzi scoprono che i genitori di Daphne stanno organizzando una festa in maschera. Mentre la gang si maschera, Daphne scopre un secondo costume da gorilla, il primo indossato dal padre di Daphne. Inoltre, alla festa verrà esposto un francobollo preziosissimo e tra gli ospiti si aggira il detective Milo Damp, il quale vuole assicurarsi che il francobollo non venga rubato. Nonostante ciò, il francobollo viene rubato da qualcuno con lo stesso costume del signor Blake. Il ladro lascia dietro di sé un asso di picche e la gang capisce che il Manx Mascherato è dietro la faccenda ma non sanno che il francobollo è caduto nel cappello del costume di Scooby durante l'accaduto. Milo Damp si unisce all'investigazione e la gang si separa per cercare indizi. Mentre Scooby viene seguito dal gorilla, Daphne trova una lente d'ingrandimento con le iniziali di suo padre. In seguito, il Manx Mascherato viene catturato e si rivela essere Milo, il quale voleva rubare il francobollo.
Note:
1. L'adattamento italiano dell'episodio si prende molta libertà creativa per creare discorsi con più battute e riferimenti che non pervengono dall'originale. Tra questi vi sono anche degli errori. Per esempio il titolo dell'episodio fa riferimento a felini, nonostante non ne appare nessuno nell'episodio, nemmeno quando Shaggy legge la notizia sul Manx Mascherato e parla di un ladro gatto. In effetti, nella versione originale il ladro si tratta di un "cat burglar" che letteralmente potrebbe essere tradotto come "ladro gatto" ma si tratta in realtà di un "ladro acrobata", ovvero che entra in proprietà private dal secondo piano o da entrate più rischiose e inaspettate. Un famoso esempio di "cat burglar" è proprio Catwoman, il cui nome, che in originale è un riferimento chiaro al tipo di ladro, in italiano perde parte del significato.
2. La prima versione dei genitori di Daphne fa la loro prima apparizione in questo episodio. La madre si chiama Elisabeth ma il nome del padre non viene rivelato.

## L'uomo scimmia e il gorilla gigante
La gang si trova ad una riserva in Africa per investigare sulla scomparsa di animali. Qui incontrano il signor Rasheed, guardiacaccia a capo della riserva e Randal, il suo assistente che li mettono in guardia sulla presenza di un uomo scimmia e del suo gorilla Mobatu. Due leoni attaccano la gang ma un sibilo pare stordire loro e Scooby e Scrappy. Dopo l'attacco, la gang inizia ad investigare e si ritrova di fronte a Mobatu che li attacca prima di scappare stordito dal sibilo. Rasheed li raggiunge e li avverte che prima del tramonto la riserva chiude i battenti. successivamente, la gang riesce a richiamare l'uomo scimmia che però rapisce Daphne e la porta nel suo rifugio. Shaggy, Scooby e Scrappy vanno in loro soccorso ma vengono rapiti a loro volta. Mentre sono in trappola, Shaggy trova il fischietto che riesce a controllare gli animali. Grazie al fischietto, riescono ad attirare Mobatu che li libera infastidito dalla loro gabbia. La gang ritorna al rifugio dell'uomo scimmia che scoprono essere semplicemente un criminale che controlla gli animali per poterli raggruppare e rivendere. La gang lo catturano e scoprono che Randal si nasconde dietro la maschera.
Note:
1. Come accaduto per alcuni episodi delle scorse serie, questo episodio è stato ritrasmesso dagli anni 2000 in Italia con un nuovo doppiaggio, presumibilmente per una mancata disponibilità dell’audio originale.
2. L'episodio I bracconieri de Le nuove avventure di Scooby-Doo si ispira alla trama di questo episodio.

## Gli zombie della miniera
La gang va in vacanza all'hotel Isola del Paradiso ma si perdono mentre scoppia una tempesta, quindi decidono di fermarsi ad un'area di servizio per chiedere informazioni. Barney, il proprietario li avverte che gli ospiti del resort scompaiono e vengono trasformati in zombie, ma Daphne lo ignora. Non appena arrivano al resort, la gang viene accolta dal proprietario, il signor Ciclope e il suo assistente Ivan che si accorgono delle preoccupazioni di Shaggy sulla presenza di zombie e lo rassicurano dicendo che Barney racconta storie assurde per spaventare i clienti e rubare la loro terra. Inoltre, Daphne si accorge che non c'è nessun altro ospite e secondo il signor Ciclope si troverebbero ad un picnic. Dopo un incontro con una cameriera zombie nella loro stanza d'hotel, i ragazzi decidono di investigare. Mentre camminano fuori dall'hotel, Shaggy e Scooby incontrano Barney che si finge essere uno zombie, ma Daphne lo scopre e chiede il perché di quella farsa. Barney rivela che, secondo lui, sua sorella Amy è stata trasformata in zombie ed è scomparsa da tre settimane. Nel frattempo, Scooby viene ipnotizzato per trasformarsi in zombie e viene istruito a catturare il resto della gang per portarli nella miniera vicino all'hotel. Fortunatamente, Shaggy lo scopre e tramite un fischio lo scioglie dalla trance. Di seguito la gang si riunisce, inseguita dagli zombie e si trova nella miniera dove scoprono che il signor Ciclope ed Ivan stanno ipnotizzando gli ospiti per scavare l'uranio dalla miniera. Grazie ai ragazzi, gli zombie vengono svegliati, Barney ritrova sua sorella e il signor Ciclope viene catturato.
Note:
1. Come accaduto per alcuni episodi delle scorse serie, questo episodio è stato ritrasmesso dagli anni 2000 in Italia con un nuovo doppiaggio, presumibilmente per una mancata disponibilità dell’audio originale.

## Viaggio in Australia
La gang si trova in Australia per investigare sul caso dell'uomo di Neanderthal che sta seminando il panico al ranch di pecore di Devil's Rock nell'outback. Mentre esplorano la fauna locale, la gang si ritrova faccia a faccia con il mostro che cerca di catturare Scooby. Dopo essere sfuggiti al pericolo, la gang incontra l'allevatore Hugh Smallwood che li avverte del pericolo e li porta al ranch, dove li introduce a Griff e Darcy, due allevatori e il cane di Darcy, Dingo. Dopo il calar della sera, Daphne e Scrappy vanno in giro con un contatore Geiger, scoprendo una zona con dell'uranio e dei croccantini per cani. Nel frattempo Scooby e Shaggy vengono attaccati dal mostro, al quale Dingo non sembra essere spaventato. Dopo un inseguimento, il mostro si cattura da solo per sbaglio, che si rivela essere Darcy. Quest'ultimo, dopo aver scoperto l'uranio a Devil's Rock, voleva spaventare i lavoranti per depredare la terra. 

## Medaglie d'oro per Scooby
Il famoso criminale, genio di travestimenti, il Camaleonte, scappa dal carcere in cui era richiuso e si dirige ai giochi di sport mondiali per rubare le medaglie d'oro. Fortunatamente, la gang si trova proprio ai giochi così che Daphne possa intervistare il presidente dei giochi, che appare nervoso dopo aver sentito le notizie sul Camaleonte. Daphne si propone di aiutarlo a controllare le medaglie, così il presidente li porta all'oro ma vengono pedinati dal Camaleonte sotto mentite spoglie, travestito da Scooby-Doo. Dopo aver catturato il vero Scooby, il Camaleonte si avvicina alla gang ma viene scoperto tramite il suo peculiare odio verso la salsa Worchester che il vero Scooby ama. I ragazzi lo inseguono ma Shaggy scambia il vero Scooby per il Camaleonte, quindi lo perdono di vista. Successivamente, la gang indaga in segreto travestiti da atleti e camerieri e scovano il ladro. Dopo averlo perso nuovamente, Daphne nota che il presidente legge senza gli occhiali, capendo che in realtà si tratta del Camaleonte e viene catturano.

## Giochi di maghi
La gang accompagna Scrappy ad un raduno annuale di maghi e indovini. Nel castello, Shaggy e Scooby si perdono e incontrano il Mago della Torre, che riunisce la gang e li avverte dicendo di dover riuscire a capire gli indovinelli per vincere il gioco che si tiene ogni anno, per poi scomparire. Ma secondo Daphne, il Mago ha usato la magia nera per disfarsi degli altri concorrenti e che c'è qualcosa sotto. Di conseguenza, i ragazzi vanno avanti nel gioco tra incantesimi e mostri magici, per trovare la bacchetta magica all'ultimo livello. Grazie al libro magico di Scrappy, la gang vince il gioco e ritrova gli altri concorrenti, ricevendo i complimenti dal Mago della Torre.

## Il fantasma della TV
Quando il fantasma della TV rapisce la star dello show Genuine Hospital, la gang va ad investigare agli studi televisivi. Non appena arrivano, Scooby si trova faccia a faccia con il fantasma e i ragazzi si dividono per investigare. Daphne e Scrappy intervistano Danny Divine, l'altra star dello show, il quale pare infastidito dal fantasma. Nel frattempo, Scooby, travestito da donna per scappare ad una guardia di sicurezza, viene ingaggiato dal regista per rimpiazzare la star rapita ma è abbastanza impacciato. Quando il fantasma scopre che lo show continua con una nuova star, cerca di rovinare nuovamente le riprese e quasi rapisce Daphne ma viene salvata da Scrappy. Durante l'aggressione, però, Daphne nota lo stesso anello che aveva al dito Danny Divine, il quale viene infatti smascherato poco dopo. L'attore aveva intenzione di sabotare lo show dopo aver scoperto che sarebbe stato licenziato.
Note:
1. Nell'adattamento italiano, durante un inseguimento, Scrappy abbozza i versi de Nel blu dipinto di blu di Domenico Modugno come già accaduto in una puntata de Le allegre avventure di Scooby-Doo e i suoi amici.
2. Il titolo originale dell'episodio è un riferimento al film Tootsie e il nome dello show Genuine Hospital girato durante l'episodio fa riferimento a General Hospital.

## Il segno di Scooby
La gang si trova ad un festival sull'antica California dove si fermano a guardare la performance di El Sabueso, il bandito mascherato che salva gli umili contadini dalle forze dell'ordine. Dopo lo show, la gang si accampa e Scooby inizia a sognare. Nel sogno, Daphne e Shaggy vengono presi dalle stesse forze dell'ordine dello show, così Scrappy e Scooby si avventurano per salvarli. Scooby si traveste quindi da El Scoobueso, il bandito mascherato e con goffaggine prova a salvare i ragazzi, senza riuscirci. Mentre una guardia è appisolata, El Scoobueso riesce a far evadere Daphne e Shaggy dalla prigione ma vengono scoperti dal Maggiore, che nel frattempo stava contando i soldi delle tasse che aveva rubato ai contadini arrestati. La gang scopre il nascondiglio del Maggiore e mentre lui ed El Scoobueso si battono a duello, Daphne e Shaggy prendono l'oro per restituirlo ai contadini. Dopodiché, Scooby si sveglia dal sogno.
Note:
1. L'episodio è un riferimento a Zorro.

## Un carnevale pazzesco
La gang si trova al carnevale scolastico del vecchio liceo di Daphne e Shaggy dove si imbatte nel loro vecchio professore di scienze, il Dr. Von Dabble, il quale ha creato un laser usando un rubino che può tagliare qualsiasi superficie. Una volta che la gang se ne va dal tendone, il professore sembra rubare il rubino e riporlo in una scatola, prima di svignarsela. Mentre cerca l'uscita, il professore viene chiamato per prendere parte al gioco della vasca. Prima di sedersi sulla piattaforma, il professore da a Daphne la scatola e Scrappy lancia una palla e segna il bersaglio, facendo cadere il professore nell'acqua. Quest'ultimo però non torna a galla e Shaggy controlla la vasca, dove non c'è sua traccia. Dal nulla sbuca un clown che insegue la gang provando a rubare la scatola, prima di scomparire. La gang ritorna quindi al tendone dove hanno incontrato il professore, per cercarlo, e scoprano che il rubino è stato rubato. Per questo i ragazzi iniziano a sospettare del professore e vanno a cercare indizi alla vasca dov'è scomparso. Qui trovano un appunto dal suo taccuino. Il clown riappare dalla vasca e insegue la gang fino alla riffa annuale dove trovano il professore imbavagliato, ma Daphne continua a non fidarsi e incita Scrappy a scappare con la scatola. Il clown lo insegue e finisce per essere catturato e smascherato. Si tratta di Jerry, l'assistente del professore, che voleva rubare il rubino e pensava fosse nascosto nella scatola. Il professore, invece, aveva sempre avuto il rubino nella tasca e nella scatola vi aveva riposto il primo premio della riffa, che avrebbe dovuto donare al vincitore. Per quello, sul suo appunto di taccuino, il professore aveva scritto "Non dimenticarti della riffa".
Note:
1. L'episodio rivela il nome del liceo dal quale Shaggy e Daphne si sono diplomati: Central High.

## Scooby e il minotauro
La gang si trova in Grecia e quando arrivano all'hotel scoprono che il Minotauro sta facendo scappare i turisti in cerca d'oro. L'anfitrione, il signor Kronos, li invita a restare e la gang si affretta ad indagare tra le rovine. Tra le rovine, i ragazzi scoprono una mappa per arrivare al Labirinto di Cnosso e si avventurano per arrivarci. Qui incontrano Mr. Kronos che li mette in guardia, ma loro si addentrano lo stesso. Nel labirinto, Scooby trova un biglietto d'invito al club di cacciatori di tesoro e inizia a seguire delle impronte per cercare l'uscita. Il Minotauro, però, li trova e li insegue ma viene catturato e si rivela essere il signor Kronos, il quale voleva spaventare il presidente del club di cacciatori di tesoro, Mr. Smith, per poter trovare il Vello d'oro e tenerlo per sé.
Note:
1. Questa è la seconda volta che la gang s'imbatte nel Minotauro. La prima fu in Un minotauro alla porta nella serie Scooby-Doo & Scrappy-Doo.

## Scooby battitore
La gang viene invitata all'inaugurazione della nuova squadra di baseball dei "Pesci" per intervistare il nuovo battitore Sally Star. Durante una dimostrazione, Freddie, la mascotte, propone al coach Goober di diventare suo assistente, ma lui rifiuta. Nel frattempo, dal nulla appare il fantasma del vecchio battitore della squadra Casey O'Reilly che minaccia il nuovo battitore di dimettersi, prima di scomparire. Intanto Reggie, il coach della squadra dei Galli, che dovrà affrontare i Pesci, si beffa di quest'ultimi ma il coach Goober non ci casca. Successivamente, Scrappy scopre un proiettore con la sagoma di O'Reilly, prima che il vero fantasma appaia e inizi ad inseguire Shaggy e Scooby. Dopodiché, il fantasma rapisce Sally e scompare. Intanto la partita inizia e mentre Daphne e Scrappy vanno alla ricerca di Sally, Scooby prende il suo posto come battitore e fa vincere un set ai Pesci. Durante le loro investigazioni, Daphne e Scrappy scoprono il costume del fantasma nel camerino della mascotte, dal quale sentono le urla di Sally, così la salvano e riescono a tornare in campo in tempo per smascherare il fantasma, catturato da Scooby e Shaggy. Dietro la maschera si nasconde Reggie, il quale voleva rapire Sally per far vincere la sua squadra.

## Cane cascatore
La gang va ad Hollywood per intervistare Bobby Mogul, regista del film "La macchina prodigio", ma appena arrivano vengono invece assunti come stuntmen dopo che lo stuntman precedente Terry Lee è scappato per colpa delle minacce del "folletto", una figura inquietante che sta rovinando la produzione. In più, scoprono dallo sceneggiatore Mickey Hack che la produzione vuole tenere alla larga i reporter, quindi la gang si cala nella parte, fingendo di non essere loro dei giornalisti. Durante la loro prima prova da stuntmen, il folletto sabota le riprese, facendo quasi finire la gang in un burrone. Per questo, con la scusa della pausa pranzo, Daphne va a chiedere informazioni agli attori mentre Scooby e Shaggy indagano sul set per poi venire attaccati dal folletto. Fortunatamente, vengono richiamati sul set giusto in tempo per girare la scena finale del film che comprende un effetto speciale segreto, ovvero un robot. Purtroppo il robot sembra controllato dal folletto e finisce per essere distrutto. Il folletto scappa ma finisce per scivolare sulla sua stessa trappola e viene quindi preso dalla gang. Una volta smascherato, Mickey Hack rivela che voleva sabotare il film perché il regista ha cambiato troppo la sceneggiatura.
Note:
1. Il titolo originale dell'episodio fa riferimento alla serie "The Fall Guy", nota in italiano come Professione pericolo.

## Il fantasma del coupé
La gang è al salone dell'auto per partecipare alla presentazione di un nuovo coupé tecnologico. Daphne prova ad intervistare il creatore dell'auto, l'ingegnere Ferrar, ma lui si rifiuta dicendosi nervoso delle minacce ricevute ultimamente. Insieme a lui si presenta il suo assistente Crocker Pitt che si rifiuta di commentare oltre. La presentazione inizia e una volta rivelata l'auto, appare del nulla il fantasma di Formula 1 che si impossessa dell'auto e la fa girare per la mostra, seminando il panico. Shaggy e Scooby riescono a scappare con un'altra auto sperimentale prima di ritornare ad investigare nella fiera. Qui trovano i progetti dell'auto e scoprono da Crocker che furono rubati il giorno successivo, prima di prenderli per tornare a riporli nella cassaforte. Mentre Shaggy e Scooby si svagano, incontrano Ingrid Ignition, anche lei ingegnere d'auto. Quando se ne va, Shaggy trova a terra un guanto come quello indossato dal fantasma con le iniziali I.I. Nel frattempo, Daphne e Scrappy trovano un giornale con una notizia riguardante una rivalità tra Ingrid e Ferrar ma vengono attaccati dal fantasma che distrugge l'auto e rapisce Daphne e Shaggy. Scooby li insegue e riesce a catturare il fantasma che si rivela essere Crocker Pitt, il quale voleva sabotare la gara così che Ferrar potesse ritirarsi per poi rubare i progetti della sua auto.
Note:
1. I nomi dei personaggi secondari di questo episodio fanno riferimento a parti d'auto. Tra l'altro, il nome originale dell'ingegnere Ferrar è "Sprocket" che in italiano vuol dire pignone, ma nell'adattamento nostrano il nome è stato cambiato a Ferrar, come riferimento alla Ferrari.

## Attenti al mostro
Mentre guidano tra i boschi della Transilvania, Daphne legge su un giornale del ritorno del mostro di Frankenstein e quindi vanno ad investigare. Dopo essersi fermati ad un bar per chiedere informazioni, vedono un annuncio di lavoro per babysitter al castello dei Frankenstein e decidono di cogliere l'occasione. Inoltre, comprendono dal proprietario del bar che il nuovo proprietario del castello si tratta di Dracula. Daphne è scettica ma una volta arrivati, il conte Dracula li accoglie insieme alla moglie prima di andare fuori per cena, avvertendoli che il loro ultimo babysitter è scomparso e lasciandogli il figlio Junior, a cui Shaggy e Scooby faranno da babysitter mentre gli altri cercano il mostro di Frankenstein. Scooby scopre che il bambino si trasforma in lupo mannaro con la luna piena ma Shaggy non gli creder. Nel frattempo, Daphne e Scrappy scoprono un telecomando a distanza che comanda Frankenstein verso il castello. Dracula e sua moglie tornano al castello e vedono il mostro che, a detta loro, si tratta del loro vecchio babysitter, i cui fili di controllo sembrano essere rovinati. Per questo motivo, decidono di trarre l'energia dei cervelli di Shaggy e Scooby per ricaricare quello di Frankenstein. Per fortuna, Daphne e Scrappy, guidati dal telecomando, arrivano alla sala di trasfusione e li salvano.

## Il fantasma dello chef
I ragazzi sono a Parigi per il 200º anniversario della scuola di cucina dell'Accademia Versailles. Una volta arrivati, incontrano lo chef Pierre, che li liquida evasivamente. Subito dopo, dal nulla appare il fantasma di uno chef che insegue i ragazzi e sbatte contro Pierre, rubandogli la giacca. I ragazzi vanno quindi a parlare con la proprietaria, Madame LaTorte, disperata del fatto che i suoi allievi stanno abbandonando la scuola per colpa del fantasma. A quanto pare le apparizioni sono iniziate quando ha aperto la sala privata per banchetti per la prima volta in 200 anni. La conversazione viene interrotta dal goffo Chef Gustav che li fa inciampare su delle cipolle. Daphne decide di investigare e Shaggy e Scooby finiscono di fronte al fantasma dopo aver chiuso Scrappy in una stanza. Dopo averlo liberato, Daphne trova la giacca di Pierre, e in una tasca la piantina della sala per banchetti. In più, trovano della vernice fluorescente. Intanto, Shaggy e Scooby fanno pratica con delle torte prima di venire attaccati nuovamente. Daphne trova l'indizio finale e lo porta alla sala banchetti per risolvere il mistero. Shaggy e Scooby arrivano inseguiti dal mostro, giusto in tempo per essere mascherato. Sotto la maschera, vi è lo chef Gustav, il quale stava cercando quadri inestimabili, nascosti tra le pareti della sala banchetti. Purtroppo per lui, aveva per sbaglio lasciato della vernice fluorescente su una cipolla, proprio come quelle che aveva fatto cadere al loro primo incontro. Quest'ultimo indizio aveva fatto capire a Daphne la soluzione del mistero.

## Mistero sull'Orient Express
Alla gang vengono inviati dei biglietti gratis per l'Orient Express da un ammiratore segreto, così la gang si imbarca, pedinata da due misteriose figure. Al gate di partenza, incontrano una vecchia signora che li aiuta e dal nulla sbuca un ometto che chiede aiuto perché una mummia lo insegue dal momento in cui aprì la sua tomba e per questo è in fuga ogni giorno. Inoltre, un venditore di giornali annuncia che una spia ha rubato una formula di carburante recentemente. Scooby, travestito da spia, finge di investigare ma la Mummia inizia ad inseguirlo, andando a scontrarsi con tutte e quattro le losche figure viste fino ad ora. L'Orient Express è in partenza e, nella fretta di entrare, Scooby e altre persone si scambiano le valigie, per sbaglio. La Mummia riesce ad infiltrarsi nel carro bagagli. Mentre disfano le valigie, Daphne scopre ferretti e maglie di lana nella valigia di Scooby. Per questo Scooby va in giro per il treno a cercare la vecchietta. Nel frattempo, Daphne si rende conto che un maglione è caduto dalla valigia e che è stato cucito con due colletti e quattro maniche, destando sospetti. Scooby, viene rapito dalla Mummia e l'ometto della stazione va ad avvertire Shaggy prima di essere rapito lui stesso. La gang va quindi ad investigare porta a porta e bussano a quella di Miss Marple, la famosa detective, che si rivela essere la vecchietta di prima. Dopo averle fatto delle domande, Miss Marple conferma che la valigia con la lana è la sua e che Scooby fosse andato a dargliela per scambiarla di nuovo con la sua. Purtroppo per lui, la valigia presa per sbaglio da Miss Marple, non era la sua ma di un altro passeggero a sua volta, Sydney Gaspar, un critico di cucina. Per questo, la gang va ad indagare al vagone ristorante ma per colpa di un tunnel, i ragazzi finiscono al buio per qualche istante. Shaggy finisce per essere da solo con la Mummia mentre Daphne e Scrappy finiscono dietro al treno trovando dei giornali con lo stesso articolo tagliato fuori da ognuno. Entrando nel vagone ristorante, trovano Sydney Gaspar che gli racconta di aver incontrato Scooby e di aver capito che volesse la sua valigia. Purtroppo, ancora una volta nella sua valigia non si trovavano gli oggetti di Scooby ma lo stetoscopio della Dottoressa Natasha. La gang va quindi a trovare la Dottoressa che conferma di aver ricevuto visita da Scooby. Dopo aver ispezionato la sua valigia, Scooby trova delle foto dell'Egitto, quindi la gang inizia a sospettare dell'ometto di prima, il quale si materializza di fronte a Shaggy prima di essere rapito di nuovo. La gang cerca quindi Scooby nel vagone bagagli e lo trova imbavagliato in un sarcofago. Trovano, tra l'altro, il bagaglio di Scooby e un giornale senza l'articolo strappato. L'articolo parla di una spia che ha rubato la formula di carburante, la stessa di cui parlava il venditore di giornale. In più, Scooby narra le peripezie che l'hanno portato ad essere intrappolato. Secondo lui, infatti, tutte le persone che hanno incontrato la gang, l'hanno intrappolato e catturato per poi imbavagliarlo e nasconderlo. Dopodiché, la Mummia ritorna e si smaschera rivelandosi essere Sydney Gaspar. Da altri angoli della stanza sbucano Miss Marple, la Dr. Natasha e l'ometto dicendo di essere il Club dei Misteri e che avevano proposto alla gang un mistero come rito di iniziazione per farli entrare ad esser parte del loro Club. Daphne, però, li spiazza dicendo che tra di loro c'è un vero criminale, ovvero la stessa donna che ha rubato il codice di carburante. Daphne gli mostra il maglione a due teste e gli fa notare che è cucito a linee e punti corti e lunghi, proprio come un codice morse, lo stesso codice che rivela la formula. Infatti, la donna si è finta di essere l'investigatrice Miss Marple per non destare sospetti, ma in realtà è una spia. I ragazzi la inseguono e la catturano. ponendo fine al mistero.
Note:
1. L'episodio si basa sui misteri di Agatha Christie tra i quali, Assassinio sull'Orient Express e il suo personaggio fittizio Miss Marple.

## Matrimonio con fantasma
La gang viene invitata dai genitori di Shaggy al matrimonio di sua sorella Maggie a Plymouth insieme alla famiglia di Scooby. Al loro arrivo, Maggie viene vista scendere le scale urlando, dicendo di aver visto un fantasma. Il suo futuro sposo e i suoi genitori la rassicurano dicendo di essersi sbagliata ma lei è convinta che il fantasma assomigliasse a McBaggy Rogers, antenato del quale un quadro è appeso in salone. Mentre la famiglia va a salutare e Shaggy e i genitori di Scooby arrivano alla villa, il fantasma li spia da un angolo mormorando che il matrimonio non si farà. Nel frattempo, Maggie avverte Shaggy sull'apparizione prima che Gaggy, loro zio, li spaventi con un lenzuolo, annunciando il suo arrivo e quello di Whoopsy-Doo, cugino di Scooby. Il padre di Shaggy, gli dà in custodia l'anello nuziale mentre il fantasma lo spia da un quadro perché vuole riprenderselo. Mentre Shaggy e Scooby si vestono da testimoni, Daphne legge la storia di McBaggy e Yankee Doddle-Doo, il suo cane e antenato di Scooby. McBaggy si materializza nuovamente di fronte alla gang chiedendo di dargli l'anello. Dopo un inseguimento, Scrappy intrappola per sbaglio il giudice di pace Jonas Potter, che se ne va infastidito. Daphne lo segue e gli fa domande su McBaggy. Lui le dice che nella casa vi è una stanza segreta da lui costruita, quindi la gang va a cercarla nei sotterranei ma si trovano faccia a faccia con uno spettro, il quale si rivela essere uno scherzo di Gaggy e Whoopsy-Doo. Per scappare dal finto spettro, Shaggy e Scooby si ritrovano nella stanza segreta, dove Daphne trova il diario di McGaggy, in cui quest'ultimo rivela di aver sepolto un tesoro indiano e per scovarlo serve risolvere un indovinello. Il fantasma spunta dal nulla e insegue la gang fino al giardino dove si tiene il ricevimento. Scrappy intrappola per sbaglio il fotografo del matrimonio che si arrabbia. La gang rivela agli altri la loro scoperta sul tesoro indiano ma vengono nuovamente interrotti dal fantasma. Illuminato da una candela, Daphne capisce che l'anello contiene la mappa per trovare il tesoro. Nel frattempo, Maggie, Wilfred e gli altri invitati attendono, innervositi, che Scooby riporti l'anello. Dopo un ultimo inseguimento, il fantasma viene smascherato trattandosi del fotografo, pro-nipote dell'uomo da cui McBaggy nascose il suo tesoro indiano, il quale si rivela essere solamente del granturco.
Note:
1. Come accaduto per alcuni episodi delle scorse serie, questo episodio è stato ritrasmesso dagli anni 2000 in Italia con un nuovo doppiaggio, presumibilmente per una mancata disponibilità dell’audio originale.